# Grupo Carso
Grupo Carso, S.A.B. de C.V. (GCARSOA1) es uno de los conglomerados más grandes e importantes de México y de América Latina. Controla y opera gran variedad de empresas en el ramo comercial, comunicaciones, industrial y de consumo. Es controlado por el multimillonario mexicano Carlos Slim y actualmente el presidente del grupo es su hijo Carlos Slim Domit. Tiene su sede en la delegación de Miguel Hidalgo en la Ciudad de México, México y fue fundado el 4 de agosto del año 1980. Cotiza en la Bolsa de Valores de México.

## Divisiones

### Grupo Condumex
En el ramo industrial, Grupo Carso cuenta con empresas reconocidas a nivel mundial como Condumex, dedicada a la manufactura y comercialización de productos dirigidos a la industria de la construcción, energía, automotriz y telecomunicaciones; Nacobre, empresa fabricante de productos de cobre, aluminio y PVC; Frisco, con operaciones en ferrocarriles, en el sector químico y en el minero.
- Amatech
- Arnelec
- Cablena Brasil
- CDM
- Centro de Capacitación Carso
- Conalum
- Condulac
- Condumex Cable Automotriz
- Condumex Cables
- Condumex Incorporated
- Condumex Telecomunicaciones
- Condunet
- Conticon
- Equiter
- IEM
- Latincasa
- LOGTEC
- Microm Electrónica
- Precitubo
- Promotora
- Sinergia
- Sitcom Electronics
- Tramex

### Grupo Sanborns
Las principales subsidiarias del ramo comercial se encuentran agrupadas en Grupo Sanborns, que a su vez está integrado por la cadena de tiendas Sanborns; los Sanborns café; una cadena de tiendas de música con diferentes formatos como Mixup, Discolandia y Feria del Disco y las tiendas departamentales Sears Operadora México, Saks Fifth Avenue, JCPenney y Dorian's.
Grupo Sanborns es la principal subsidiaria de Grupo Carso, contribuyendo con alrededor del 50% de los ingresos y la utilidad de operación consolidadas.
- DAX
- eduMac
- Grupo Sanborns
- IShopMixup
- Pam-Pam
- Saks Fifth Avenue
- Sanborns Café
- Sears Roebuck México
- Miniso

### Carso Infraestructura y Construcción
Le da servicio a 5 sectores: industria química y petrolera, instalación de ductos, infraestructura, construcción civil y desarrollo de vivienda. Se dedica a la construcción de:
- Carreteras, túneles, plantas de tratamiento de agua y obras de infraestructura en general.
- Plataformas petroleras y equipos para la industria química y petrolera.
- Perforación de pozos petroleros, geotérmicos y servicios para la perforación.
- Centros comerciales, plantas industriales edificios de oficinas y vivienda.
- Instalaciones para el sector de telecomunicaciones (como redes de fibra óptica) y para gasoductos y acueductos.

Todo ello a través de filiales, tales como:
- Kb/TEL Telecomunicaciones.
- Fuerza y Clima S.A. de C.V.
- CICSA Ductos
- Swecomex
- PC Constructores
- CICSA
- Servicios Integrales GSM
- Urvitec
- Bronco Drilling MX
- Procisa do Brasil
- Hubard y Bourlon SA de CV
- Elementia

### Carso Energy
Es una división de Grupo Carso enfocado en la construcción de canales y gasoductos de energías no renovables principalmente de petróleo y de gas.
Las filiales que actualmente cuenta la división son:
- Carso Electric
- Carso Gasoducto Norte
- Tabasco Oil Company
- IDEAL Panamá

### Cultura
- Museo Soumaya Plaza Loreto
- Museo Soumaya Plaza Carso
- Museo Soumaya Guillermo Tovar de Teresa
- Centro de Estudios de Historia de México
- Promotor del consejo consultivo Centro Histórico

### Deporte
- Real Oviedo (20% de acciones)
- Accionista Diablos Rojos de México
- Claro Sports
- Socio Accionista de Fox Sports Latinoamérica
- Máximo organizador promotor de la Fórmula 1 en México

### Industria editorial
- Editorial Miguel Galas (accionista del New York Times)
- Sección Amarilla

## Gobierno corporativo

### Funcionarios del Consejo de Administración
- Carlos Slim Domit - Presidente
- Carlos Slim Helú - Presidente honorario
- Patrick Slim Domit - Vicepresidente
- Quintín Humberto Botas Hernández - Tesorero
- Sergio F. Medina Noriega - Secretario
- Ángel G. Vargas - Prosecretario
- Elias Jacob Tejeda Fregoso - Presidente

### Consejeros propietarios
- Carlos Slim Domit
- Rubén Aguilar Monteverde
- Antonio Cosío Ariño
- Arturo Elías Ayub
- Claudio X. González Laporte
- Cristhian L. Guevara
- Cayetano García Elejarza
- Diego I. Mier y Terán
- José Kuri Harfush
- Fernando Senderos Mestre
- Patrick Slim Domit
- Marco Antonio Slim Domit
- Fernando Solana Morales
- Joel Javier Tejeda Fregoso